# Japanske invazije Koreje (1592–1598)
Japanska invazija Koreje sastojala se od dve odvojene, ali povezane operacije: početna invazija 1592. godine, kratko primirje 1596. i druga invazija 1597. godine. Sukob je okončan 1598. povlačenjem japanskih snaga sa Korejskog poluostrva nakon vojne mrtve tačke u južnim primorskim provincijama Koreje.
Invazije je pokrenuo Tojotomi Hidejoši s namerom osvajanja Korejskog poluostrva i Kine, kojima su vladale dinastije Čoson i Ming. Japan je brzo uspeo da zauzme velike delove Korejskog poluostrva, ali doprinos kineskih pojačanja, kao i napadi Čosonske flote na japansku opskrbnu flotu duž zapadne i južne obale prisilili su japanske snage na povlačenje iz Pjongjanga i severnih provincija ka jugu, u Busan i obližnje južne regione. Nakon toga, sa gerilskim ratovima vođeni protiv Japanaca s neredovnim snagama (civilnim milicijama Čosona) i problemima sa snabdevanjem koji su pogađali obe strane, ni japanske, ni združene snage Ming i Čoson nisu uspele da uspostave uspešnu ofanzivu ili steknu bilo kakvu dodatnu teritoriju, što je rezultiralo vojnim zastojem. Prva faza invazije trajala je od 1592. do 1596. godine, i tome su sledili na kraju neuspešni mirovni pregovori između Japana i Minga između 1596. i 1597. godine.
Godine 1597. je Japan obnovio svoju ofanzivu napavši Koreju drugi put. Obrazac druge invazije je u velikoj meri nalik na prvu. Japanci su imali početne uspehe na kopnu, osvojivši nekoliko gradova i tvrđava, samo da bi bili zaustavljeni i primorani da se povuku u južne primorske oblasti poluostrva. Međutim, združene snage Minga i Čosona nisu mogle da izbace Japance iz njihovih preostalih tvrđava i utvrđenih položaja u južnim priobalnim oblastima, gde su obe strane ponovo bile zaključane u desetomesečnoj vojnoj mrtvoj tački.
Sa Hidejošijevom smrću 1598. godine, ograničenim napretkom na kopnu i stalnim prekidima opskrbnih linija od strane Čosonove mornarice, novo upravno Veće pet poglavara je naredilo japanskim snagama u Koreji da se povuku u Japan. Konačni mirovni pregovori između strana usledili su nakon toga i trajali su nekoliko godina, što je na kraju rezultiralo normalizacijom odnosa.

## Literatura
- Alagappa, Muthiah (2003), Asian Security Order: Instrumental and Normative Features, Stanford University Press, ISBN 978-0-8047-4629-8
- Arano, Yasunori (2005), The Formation of a Japanocentric World Order, International Journal of Asian Studies
- Brown, Delmer M. (maj 1948), „The Impact of Firearms on Japanese Warfare, 1543–1598”, The Far Eastern Quarterly, 7 (3): 236—53
- Eikenberry, Karl W. (1988), „The Imjin War”, Military Review, 68 (2): 74–82
- Ha, Tae-hung; Sohn, Pow-key (1977), 'Nanjung Ilgi: War Diary of Admiral Yi Sun-sin, Yonsei University Press, ISBN 978-89-7141-018-9
- Haboush, JaHyun Kim (2016), The Great East Asian War and the Birth of the Korean Nation
- Hawley, Samuel (2005), The Imjin War, The Royal Asiatic Society, Korea Branch/UC Berkeley Press, ISBN 978-89-954424-2-5
- Jang, Pyun-soon (1998), Noon-eu-ro Bo-nen Han-gook-yauk-sa 5: Gor-yeo Si-dae (눈으로 보는 한국역사 5: 고려시대), Park Doo-ui, Bae Keum-ram, Yi Sang-mi, Kim Ho-hyun, Kim Pyung-sook, et al., Joog-ang Gyo-yook-yaun-goo-won. 1998-10-30. Seoul, Korea.
- Kim, Ki-chung (jesen 1999), „Resistance, Abduction, and Survival: The Documentary Literature of the Imjin War (1592–8)”, Korean Culture, 20 (3): 20–29
- Kim, Yung-sik (1998), „Problems and Possibilities in the Study of the History of Korean Science”, Osiris, 2nd Series, 13: 48–79, JSTOR 301878
- 桑田忠親 [Kuwata, Tadachika], ed., 舊參謀本部編纂, [Kyu Sanbo Honbu], 朝鮮の役 [Chousen no Eki]　(日本の戰史 [Nihon no Senshi] Vol. 5), 1965.
- Neves, Jaime Ramalhete (1994), „The Portuguese in the Im-Jim War?”, Review of Culture 18 (1994): 20–24
- Niderost, Eric (jun 2001), „Turtleboat Destiny: The Imjin War and Yi Sun Shin”, Military Heritage, 2 (6): 50–59, 89
- Niderost, Eric (januar 2002), „The Miracle at Myongnyang, 1597”, Osprey Military Journal, 4 (1): 44–50
- Park, Yune-hee (1973), Admiral Yi Sun-shin and His Turtleboat Armada: A Comprehensive Account of the Resistance of Korea to the 16th Century Japanese Invasion, Shinsaeng Press
- Rockstein, Edward D. (1993), Strategic And Operational Aspects of Japan's Invasions of Korea 1592–1598 1993-6-18, Naval War College
- Sadler, A. L. (jun 1937), „The Naval Campaign in the Korean War of Hideyoshi (1592–1598)”, Transactions of the Asiatic Society of Japan, Second Series, 14: 179–208
- Sansom, George (1961), A History of Japan 1334–1615, Stanford University Press, ISBN 978-0-8047-0525-7
- Sohn, Pow-key (1959), „Early Korean Painting”, Journal of the American Oriental Society, 79 (2): 96–103, JSTOR 595851
- Stramigioli, Giuliana (decembar 1954), „Hideyoshi's Expansionist Policy on the Asiatic Mainland”, Transactions of the Asiatic Society of Japan, Third Series, 3: 74–116
- Strauss, Barry (leto 2005), „Korea's Legendary Admiral”, MHQ: The Quarterly Journal of Military History, 17 (4): 52–61
- Swope, Kenneth M. (2006), „Beyond Turtleboats: Siege Accounts from Hideyoshi's Second Invasion of Korea, 1597–1598”, Sungkyun Journal of East Asian Studies, Academy of East Asian Studies, 6 (2): 177–206
- Swope, Kenneth M. (2005), „Crouching Tigers, Secret Weapons: Military Technology Employed During the Sino-Japanese-Korean War, 1592–1598”, The Journal of Military History, 69: 11—42
- Swope, Kenneth M. (decembar 2002), „Deceit, Disguise, and Dependence: China, Japan, and the Future of the Tributary System, 1592–1596”, The International History Review, 24 (4): 757–1008
- Swope, Kenneth M. (2009), A Dragon's Head and a Serpent's Tail: Ming China and the First Great East Asian War, 1592–1598, University of Oklahoma Press
- Turnbull, Stephen (2002), Samurai Invasion: Japan's Korean War 1592–98, Cassell & Co, ISBN 978-0-304-35948-6
- Turnbull, Stephen (2008), The Samurai Invasion of Korea 1592-98, Osprey Publishing Ltd
- Turnbull, Stephen (1998), The Samurai Sourcebook, Cassell & Co, ISBN 978-1-85409-523-7
- Villiers, John (1980), SILK and Silver: Macau, Manila and Trade in the China Seas in the Sixteenth Century (A lecture delivered to the Hong Kong Branch of the Royal Asiatic Society at the Hong Kong Club. 10 June 1980). (PDF), The HKUL Digital Initiatives
- Yi, Min-woong (2004), Imjin Wae-ran Haejeonsa: The Naval Battles of the Imjin War [임진왜란 해전사], Chongoram Media [청어람미디어], ISBN 978-89-89722-49-6
- Li, Guang-tao [李光濤], The research of the Imjin Japanese crisis of Korea [朝鮮壬辰倭亂研究], (Central research academy) 中央研究院 .
- The annals of King Seonjo [宣祖實錄]
- 中興誌
- 趙慶男, 亂中雜錄
- Qian Shizheng (錢世楨), The Records of the eastern expedition (征東實紀)
- Song Yingchang (宋應昌), The letter collections of the restoration management. [經略復國要編]
- Han, Woo-keun. The History of Korea. Trans. Kyung-shik Lee. Ed. Grafton K. Mintz. Seoul: Eul-Yoo, 1970.
- Lee, Ki-baik. A New History of Korea. Trans. Edward W. Wagner and Edward J. Schultz. Seoul: Ilchokak, 1984.
- Nahm, Andrew C. Introduction to Korean History and Culture. Seoul: Hollym, 1993.
- Sansome, George. A History of Japan. Stanford: Stanford UP, 1961.
- Yi, Sun-sin. Nanjung Ilgi: War Diary of Admiral Yi Sun-sin. Trans. Tae-hung Ha. Ed. Pow-key Sohn. Seoul: Yonsei UP, 1977.